# European Young Conservatives
European Young Conservatives (EYC) (Nederlands: Europese Jonge Conservatieven) is een koepelorganisatie die bestaat uit Europese conservatieve politieke jongerenorganisaties.
Anno 2021 bestaat de groep uit 25 politieke jongerenorganisaties en onderhoudt het tevens relaties met conservatieve politieke jongerenorganisaties uit gebieden buiten Europa. EYC is onafhankelijk en niet aangesloten bij een Europese politieke partij, maar heeft een alliantie met de Partij van Europese Conservatieven en Hervormers (voorheen bekend als de Alliantie van Europese Conservatieven en Hervormers).
Het enige Nederlandse lid van EYC is de jongerenorganisatie van Forum voor Democratie, JFVD. Het enige Vlaamse lid is de jongerenorganisatie van de Nieuw-Vlaamse Alliantie, Jong N-VA.
De organisatie is aangesloten bij de International Young Democrat Union.